# 兗済道
兗済道（えんさい-どう）は中華民国北京政府により設置された山東省の道。

## 沿革
1915年（民国4年）10月に設置、道尹は済寧県に設置され、下部に済寧、滋陽、曲阜、寧陽、汶上、泗水、鄒県、滕県、嶧県、金郷、嘉祥、魚台の11県を管轄した。1928年（民国17年）5月に廃止されている。

## 行政区画
廃止直前の下部行政区画は下記の通り。（50音順）
- 嶧県
- 嘉祥県
- 曲阜県
- 魚台県
- 金郷県
- 済寧県
- 泗水県
- 滋陽県
- 鄒県
- 滕県
- 寧陽県
- 汶上県